# 신장 위구르 자치구의 코로나19 범유행
다음은 신장 위구르 자치구의 코로나19 범유행 현황에 대한 설명이다. 이 기사는 중화인민공화국 신장 위구르 자치구(신장 생산 건설 병단 지구 포함)에서 발생한 코로나19 범유행 상황을 기록하고 있다. 신장 위구르 자치구에서는 2020년 5월 현재 76건이 확인되고 있다.

## 정부 대응
7월 15일, 정부는 시내를 오가는 거의 모든 항공편을 취소했고, 지하철 운행도 중단되었다.
7월 18일, 지방 당국은 우루무치시에 대해 '전시 상태'를 선포하고, 정부는 움직임에 대해 엄격한 조치를 취했으며, 모든 종류의 단체 활동을 중단했다.